# Abraham Kibiwot
Abraham Kibiwot (født 6. april 1996) er en kenyansk atlet, der konkurrerer i forhindringsløb.

## Karriere
Ved VM i Budapest tog Kibiwot bronze i 3.000 meter forhindringsløb. Han er udvalgt til at konkurrere ved OL i 2024. Ved OL i 2024 tog han bronze i 3.000 meter forhindringsløb.